# 馬克西姆·勞恩
馬克西姆·勞恩（英語：Maxime Laoun，1996年8月12日—），加拿大短道速滑運動員，他代表加拿大隊參加了中國舉行的2022年冬季奧林匹克運動會，並且在男子5000米接力比賽上獲得金牌。